# Commemoracions de Pere Albert
Les Commemoracions de Pere Albert són un tractat redactat el segle xiii pel jurista Pere Albert sobre el dret feudal català. Aquest tractat fou reconegut com una font del dret en les Corts de Montsó (1470) durant el regnat de Joan II d'Aragó el Sense Fe, i incorporat a les Constitucions catalanes